# Ne Zha 2
Pour les articles homonymes, voir Zha.
Série
Ne Zha
Pour plus de détails, voir Fiche technique et Distribution.
Ne Zha 2 (哪吒之魔童闹海, Nezha zhi motong naohai) est un film d'animation fantastique chinois écrit et réalisé par Yu Yang (Jiaozi - 饺子), sorti en 2025. Il s'agit de la suite de Ne Zha, sorti en 2019. Le scénario est librement inspiré de L'Investiture des dieux attribué à Xu Zhonglin.
Ayant rapporté plus de 2,2 milliard de dollars pour un budget de 80 millions, il est en mai 2025 le film d'animation le plus rentable de tous les temps, dépassant des blockbusters comme Vice-versa 2 et Le Roi Lion. Il est également le film le plus rentable en Chine, battant le record du box-office chinois avec plus de 12 milliards de yuans (1,7 milliard de dollars),. De plus, il est devenu le film en langue non anglaise le plus rentable de l'histoire et le premier film chinois à intégrer le top 10 les plus gros succès du box-office mondial, se classant parmi les films les plus rentables de tous les temps.
D'abord diffusé en Asie, Océanie et Amérique du Nord, il sort en France (où le premier opus n'avait pas été diffusé) le 23 avril 2025.

## Synopsis
Après que Ne Zha et Ao Bing aient été frappés ensemble par la foudre céleste, leurs corps physiques sont détruits. Pour éviter que leurs âmes ne se dissipent, Maître Taiyi Zhenren épuise son Lotus Sacré de Sept Couleurs pour régénérer leurs corps physiques, bien qu'ils soient encore fragiles. Le père d'Ao Bing, Ao Guang, le Roi-dragon de la Mer de l'Est, croyant son fils mort, attaque la ville, libérant les monstres emprisonnés dans son palais, dont les trois autres Rois Dragons des Quatre Mers. Ao Bing défend le col de Chentang avec opiniâtreté, mais, à bout de forces, son nouveau corps est sur le point de se désintégrer, et le précieux lotus utilisé pour reconstruire son corps physique est également épuisé.
Ao Guang conclut un accord de cessez-le-feu en vertu duquel Ao Bing et Ne Zha partageront le corps de Ne Zha pendant sept jours, ce qui leur donnera le temps d'accomplir les trois épreuves de l'Immortel Wuliang pour accéder au xian et gagner une potion qui restaurera le Lotus sacré et créera un nouveau corps pour Ao Bing ; ensuite, les forces d'Ao Guang battront en retraite. Lors des épreuves, les candidats accomplissent des missions supervisées par les chasseurs de démons de la secte taoïste céleste, qui les exécutent normalement. Ne Zha prend un somnifère pour cacher sa nature démoniaque, ce qui permet à Ao Bing de contrôler temporairement son corps. Ils remportent les deux premières épreuves, respectivement contre un clan de marmottes et un maître qui entraîne des démons pour les préparer aux épreuves du xian.
Pendant ce temps, Ao Guang charge Maître Shen Gongbao, un démon panthère qui s'est élevé à la cour de la secte, de surveiller le col de Chentang et les trois autres rois dragons. Gongbao retrouve inopinément son jeune frère, Shen Xiaobao, qui lui raconte le siège et le pillage du village de la famille Shen par la secte, y compris la bataille de Ne Zha contre le maître, qui est leur père. Xiaobao meurt dans les bras de Gongbao, après avoir été mortellement blessé en tentant de protéger son père lors du second procès de Ne Zha. Alors que la secte se prépare pour la prochaine épreuve, le col de Chentang est anéanti par les dragons. Furieux, Ne Zha termine la troisième épreuve sans l'aide d'Ao Bing — en battant un monstre de pierre femelle sur la montagne du crâne — et devient Xian en remportant la potion. Alors que Taiyi régénère le corps d'Ao Bing, Ne Zha les abandonne pour rejoindre les forces de Wuliang et piéger les dragons dans le chaudron de la secte, où ils seront transformés en élixirs pour se venger de la destruction du col de Chentang.
Les parents de Ne Zha arrivent au chaudron sains et saufs avec Ao Bing et Maître Taiyi pour expliquer la vérité, révélant que Wuliang a ordonné l'attaque du col de Chentang. Gongbao en déduit le rôle de Wuliang dans le siège de la famille Shen, mais les trois rois-dragons trahissent leur espèce et rejoignent Wuliang. Ils massacrent les habitants de la ville et font d'Ao Guang un casus belli pour détruire les dragons et assurer la domination de la secte céleste. Gongbao défend la ville une dernière fois, ce qui lui permet d'organiser la survie des parents de Ne Zha.
Les deux parties s'affrontent jusqu'à ce que Wuliang réussisse à jeter le groupe de Ne Zha dans le chaudron. La mère de Ne Zha se transforme en élixir dans les bras de son fils. Furieux, Ne Zha absorbe le feu samadhi du chaudron, solidifiant son nouveau corps. Avec l'aide des dragons et des prisonniers, Ne Zha et Ao Bing brisent le chaudron et forcent les forces célestes à battre en retraite. Par la suite, Ao Guang conduit les dragons restants à se cacher dans la mer, à l'exception d'Ao Bing, qui reste sur place pour aider à révéler la nature de Wuliang.
Dans une scène post-générique, Wuliang se rend dans une prison secrète pour négocier avec le captif Shen Gongbao et le père de Shen, Zhengdao, dans l'espoir de les recruter. Cependant, ils se retrouvent coincés dans la prison pendant 10 ans après que Wuliang ait maudit le directeur de la prison pour s'être moqué de ses blessures. Les frères xian plus âgés de Ne Zha sont également convoqués pour rencontrer Wuliang, mais ils finissent apparemment par attendre dix ans.

## Fiche technique
- Titre original : 哪吒之魔童闹海, Ne Zha 2
- Réalisation : Yu Yang (Jiaozi)
- Scénario : Yu Yang (Jiaozi)
- Musique : Zhu Yunbian, Yang Rui, Roc Chen
- Production : 
  - Producteurs : Liu Wenzhang
  - Société de production : Chengdu Coco Cartoon
- Sociétés de distribution : Beijing Enlight Pictures (en), Trinity CineAsia (France)[4]
- Pays d’origine :  Chine
- Langues originales : mandarin
- Format : couleur
- Genres : fantastique
- Durée : 144 minutes
- Dates de sortie :
  - Chine : 29 janvier 2025
  - Australie, Nouvelle-Zélande, Fidji et Papouasie-Nouvelle-Guinée : 13 février 2025
  - États-Unis et Canada : 14 février 2025
  - Hong Kong et Macao : 22 février 2025
  - Singapour : 6 mars 2025
  - Philippines : 12 mars 2025
  - Malaisie,Thaïlande et Indonésie : 13 mars 2025
  - Royaume-Uni et Irlande : 21 mars 2025
  - Cambodge : 25 mars 2025
  - Belgique et Luxembourg : 26 mars 2025
  - Allemagne et Pays-Bas : 27 mars 2025
  - Autriche : 28 mars 2025
  - Japon : 4 avril 2025
  - France : 23 avril 2025[4]
  - Norvège, Suède, Danemark, Finlande et Islande : 24 avril 2025
  - Inde et Mongolie : 25 avril 2025
  - Malte : 30 avril 2025

## Distribution

### Voxographie en mandarin
- Lü Yanting : Nezha enfant, réincarnation de l'orbe démoniaque, fils de Li Jing et de Lady Yin.
- Joseph Cao : Nezha adolescent
- Han Mo : Ao Bing (en), réincarnation de la Perle de l'Esprit et troisième fils d'Ao Guang, roi-dragon de la mer de l'Est.
- Lü Qi : Dame Yin, mère de Nezha et cheftaine qui gouverne le col de Chentang avec son mari.
- Zhang Jiaming : Taiyi Zhenren, le maître de Nezha, un xian taoïste qui vit sur le Kunlun.
- Wang Deshun (zh) : maître xian Wuliang
- Li Nan : Ao Guang, le roi dragon de la mer de l'Est
- Yu Chen : Ao Guang sous forme humaine
- Zhou Yongxi : Ao Run, la reine dragon de la mer de l'Ouest
- Yang Wei : Shen Gongbao, frère martial de Taiyi et maître d'Ao Bing.